# I. A třída Ústeckého kraje
I. A třída Ústeckého kraje patří společně s ostatními prvními A třídami mezi šesté nejvyšší fotbalové soutěže v Česku. Je řízena Ústeckým fotbalovým svazem a rozdělena na skupiny A a B. Hraje se každý rok od léta do jara se zimní přestávkou. Účastní se ji v každé skupině 14 týmů z oblasti Ústeckého kraje, každý s každým hraje jednou na domácím hřišti a jednou na hřišti soupeře. Celkem se tedy hraje 26 kol. Vítězem skupiny a postupujícím do ústeckého krajského přeboru se stává tým s nejvyšším počtem bodů v tabulce. Poslední tým každé skupiny sestupuje do I. B třídy (do skupiny A, B nebo C). Do Ústecké I. A třídy vždy postupují vítězové skupin (A,B,C) I. B třídy.
- skupina A – hrají zde týmy z okresů Děčín, Ústí nad Labem, Litoměřice, Teplice
- skupina B – hrají zde týmy z okresů Most, Louny, Chomutov

## Vítězové

### 1. A třída skupina A
| Ročník    | Vítězný tým                                          |
| --------- | ---------------------------------------------------- |
| 2003/2004 | FK Mühl Rumburk                                      |
| 2004/2005 | FK Velké Březno                                      |
| 2005/2006 | FK Bílina                                            |
| 2006/2007 | FK Bílina                                            |
| 2007/2008 | SK Bezděkov                                          |
| 2008/2009 | ASK Lovosice                                         |
| 2009/2010 | TJ Krupka                                            |
| 2010/2011 | TJ Baník Modlany                                     |
| 2011/2012 | Jiskra Modrá                                         |
| 2012/2013 | FK Sokol Milešov                                     |
| 2013/2014 | FK Rumburk                                           |
| 2014/2015 | TJ Střekov                                           |
| 2015/2016 | SK Brná                                              |
| 2016/2017 | Jiskra Modrá                                         |
| 2017/2018 | ASK Lovosice                                         |
| 2018/2019 | TJ Oldřichov                                         |
| 2019/2020 | SK Viktorie Ledvice - Nedohráno z důvodu Covid-19    |
| 2020/2021 | FK Český Lev Neštěmice - Nedohráno z důvodu Covid-19 |
| 2021/2022 | SK Černovice                                         |
| 2022/2023 | TJ Proboštov                                         |
| 2023/2024 |                                                      |

### 1. A třída skupina B
| Ročník    | Vítězný tým              |
| --------- | ------------------------ |
| 2003/2004 | AFK Loko Chomutov        |
| 2004/2005 | FK Brandov               |
| 2005/2006 | TJ Sokol Domoušice       |
| 2006/2007 | TJ Oldřichov             |
| 2007/2008 | FK Litvínov „B“          |
| 2008/2009 | Sokol Horní Jiřetín      |
| 2009/2010 | FK Louny                 |
| 2010/2011 | SK Strupčice             |
| 2011/2012 | TJ Proboštov             |
| 2012/2013 | TJ Sokol Březno          |
| 2013/2014 | 1.FC Spořice             |
| 2014/2015 | FK Duchcov               |
| 2015/2016 | FK Tatran Kadaň          |
| 2016/2017 | TJ Spartak Perštejn      |
| 2017/2018 | TJ Středohor Dobroměřice |
| 2018/2019 | TJ Sokol Domoušice       |
| 2019/2020 | nehrálo se               |
| 2020/2021 | nehrálo se               |
| 2021/2022 | nehrálo se               |
| 2022/2023 | nehrálo se               |
| 2023/2024 | nehrálo se               |